# Eskü

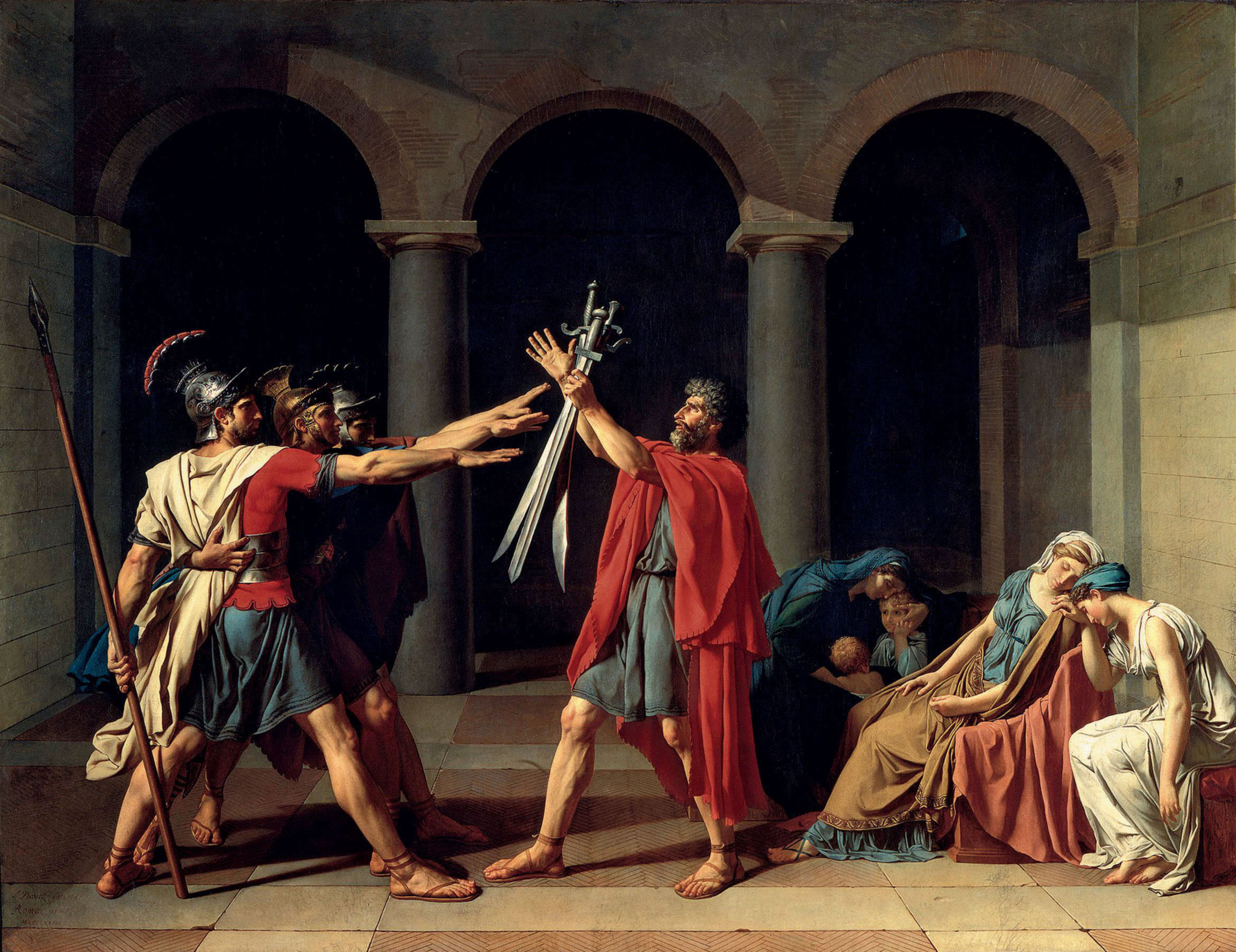
Jacques-Louis David: A Horatiusok esküje, 1784, Louvre
A három római ifjú Horatius felemelt kézzel esküszik az apjuknak: Győzelem vagy halál

Az eskü ünnepélyes körülmények között tett önként vállalt fogadalom, valamilyen nyilatkozatnak vagy ígéretnek a szertartásos megerősítése. A megfelelő alkalomkor az eskü szövegét mondatokra vagy még kisebb szövegrészekre tagolva mondja el az eskütevő.

## Biblia
Az ÚR angyala másodszor is kiáltott Ábrahámnak a mennyből, és ezt mondta: Magamra esküszöm, így szól az ÚR, hogy mivel így tettél, és nem tagadtad meg tőlem a fiadat, a te egyetlenedet, azért gazdagon megáldalak, és úgy megszaporítom utódaidat, hogy annyian lesznek, mint az ég csillagai, vagy mint a homokszemek a tenger partján. A te utódod birtokolni fogja ellenségei kapuját, és a te utódod által nyer áldást a föld valamennyi népe, mert hallgattál szavamra.

## Története
Az egyházjogban általában valamely nyilatkozatnak vagy ígéretnek ünnepélyes megerősítése az Istenre való hivatkozással. A valamely állítás bizonyítására vonatkozó esküt állító eskünek (juramentum assertorium); az ígéret megerősítésére vonatkozó esküt ígérő eskünek (juramentum promissorium) nevezik. Az egyházjog szerint az alperesnek a félig-meddig sikerült bizonyítás alóli menekülésre s a középkori bűnvádi eljárásokban a terhelteknek az ún. tisztító esküre (juramentum purgatorium) van lehetősége. Az eskü, melyre a fél maga ajánlkozik, az ún. juramentum oblatum; az egyik fél által a másiknak kínált eskü juramentum delatum, a visszakínált eskü juramentum relatum, a bíró által valaminek felfedezésére meghagyott eskü, juramentum revelatorium, az eskü végül, melytől valamely per mikénti kimenetele függ, ügydöntő eskü, juramentum decisorium.
Egyházjogilag az eskü érvényéhez három kellék szükséges, melyet ezzel a három szóval szokás kifejezni: judicium, veritas, justitia. Jelentéssel:
1. judicium in jurante, vagyis az eskünek teljes belátással és szabadsággal letétele;
2. veritas in mente, az igaznak megvallására irányzott akarat;
3. justitia in objecto, amely kellék szerint esküt érvényesen csak igazságos ügy felett lehet tenni.

Nem szabad jelesül a vallás, az erkölcsiség, a kegyelet ellen irányzottnak vagy egy harmadiknak jogsértésével összekötöttnek lenni.
Az eskületétel formaszerűségeihez tartozik az evangéliumnak vagy a szent ereklyéknek megérintése (juramentum corporaliter praestare), azzal a hozzátétellel: Isten engem úgy segéljen és annak minden szentjei. Hazánkban különös szokásban volt a boldogságos Szűz Máriára való hivatkozás is. Az evangélium vagy szent ereklyék érintésének helyébe lépett s a világi törvényhozásokba is átment az eskünek letétele két égő viaszgyertya közötti feszület előtt, a jobb kéz hüvelyének és két első ujjainak (a Szentháromság) jelvényül feltartása mellett, ami nálunk az 1868. évi LIV. törvénycikk előtt is szabály volt s a fiumei királyi törvényszéknél a 19. század végén is a letételének módját képezte. Az eskü alatt tett ígéret teljesítésére az egyházjog a másik félnek keresetjogot ad. A valótlanságra tudva letett eskü hamis eskü (perjurium), míg az ígérő eskünek meg nem tartása esküszegés (perjuratio).
A 19. század végén érvényes polgári perrendtartás az eskünek mint bizonyítási eszköznek, négy nemét különbözteti meg: fő-, pót-, becslő- és felfedező-eskü Általános szabály, hogy eskü által való bizonyításnak csak akkor lehet helye, ha a bizonyítás a döntő ténykörülményekre más módon nem eszközölhető. A főesküvel való bizonyítás akként történik, hogy a bizonyító fél a döntő ténykörülmények iránt ellenfelét esküvel megkínálja, aki a neki kínált esküt vagy elfogadni vagy a kínáló félnek (ellenkező értelemben) visszakínálni tartozik: ellenkező esetben az esküvel bizonyítandó ténykörülményre nézve pervesztesnek nyilvánítandó: úgyszintén az is, aki a neki visszakínált esküt el nem fogadja. Ez azonban csak akkor áll, amidőn mindkét félnek saját tényéről, vagy oly körülményről van szó, amelyről mindkét fél közvetlen tudomással bír, ellenkező esetben a bíró határozza meg, van-e főeskü általi bizonyításnak helye, az esküt pedig ilyenkor mindig az tartozik letenni, akinek a ténykörülményről közvetlen tudomása van. Póteskünek a nyújtott és az ellenfél által meg nem erőtlenített nem teljes (fél) bizonyíték kiegészítése, becslő eskünek pedig valamely kártérítési, vagy valódiságára nézve kétségen kívül álló követelés be nem bizonyított összegének bizonyítása végett van helye. Mindkettőt a bíró ítélheti meg akkor is, ha a fél azt nem is ajánlotta.
Felfedező eskünek akkor van helye, ha valaki okiratokat, adósságokat vagy értékeket tartozik felfedezni. Nem engedhető meg az eskü: a) annak, aki a bizonyítandó tény történtekor életének 12., az eskütétel idejében pedig 18. évét be nem töltötte; b) a közvetlen tudomásszerzést lehetetlenítő testi vagy elmebeli fogyatkozások miatt; c) annak, aki nyereségvágyból elkövetett bűncselekmény vagy hamis eskü miatt elítéltetett.
Az eskütétel ünnepélyességeihez tartozik: a) az eskü szövegének a bíró által felolvasása, megmagyarázása; b) az eskü szentségére s a hamis eskü következményeire való bírói figyelmeztetés; c) a letétel módját illetőleg, valláskülönbség nélkül a kéznek a szívre tevése, hivatkozás «a mindenttudó és mindenható Istenre», azzal a záradékkal: «Isten engem úgy segéljen».
Az 1868. évi perrendtartás előtt a keresztények két égő viaszgyertya előtti feszületre a jobb kéz hüvelyének s két első ujjának felemelésével, a zsidók feltett kalappal a szent könyveknek (thora) megérintésével esküdtek, sőt az ország egyes vidékein az esküt Verbőczy III. R. 36. címében foglalt s önelátkozásokkal telt minta szerint tették le, mégis az ugyanott előírt s a zsidó kalapnak és a palástba való öltöztetésnek, a cipők levetésének elhagyásával. Felek, akik az eskütételtől saját hitelveik szerint törvényesen fölmentvék, eskü helyett ünnepélyes bizonylást tesznek, mely az esküvel mindenben egyenlő hatályú. Ha a fél, kinek az eskü jogérvényesen odaítéltetett, az eskü tétele előtt meghalt, a bíróság dönti el, vajon az esküt jogutódai tehetik-e le, vagy pedig az az elhalt fél által letettnek tekintendő, aminek azonban csak akkor lehet helye, ha személyesen vagy különös meghatalmazott által ajánlkozott az eskü letételére s egyúttal kijelölte a ténykörülményeket, amelyekre meg akar esküdni.
A legrégibb korban megtaláljuk az esküvel való bizonyítást a különböző nemzeteknél és népeknél. A régi Róma majd csak egyességi aktusnak, majd pedig egyenesen bizonyító eszköznek vette. A kánonjog szerint a vallásos szempont lévén a domináló, ez a bizonyító és egyességi aktust egyesítette az esküben. A rómaiaknál helye volt az eskünek ugy a bíróságon kívüli, valamint a bíróság előtti vitás ügyek elintézésénél. Ehhez képest volt; a bíróságon kívüli eskü (jus jurandum extra jus et extra judicium), midőn a felek a vitát bíróságon kívül akként intézték el, hogy a követelés érvényesítését az egyik vagy másik által a bíróságon kívül teendő eskütől tették függővé. Ezt a törvény egyezségnek jelentette ki, és pedig feltételesnek, mely az eskü le-, vagy le nem tételétől függött. Ez eljárás Rómában évszázadokon át volt használatos és sok pernek és sok hosszas bizonyításnak vette elejét. Volt azután a perbeli eskü, mely a római pernek úgy az in jure (perfelvételi), valamint az in judicio (bizonyítási eljárás) nevezetű stádiumában előfordult. Az in jure eskü a jogtudó prétor előtt vétetett ki, tulajdonképpen egyezségi aktus volt s célja az, hogy már a per kezdetén makacsul tagadó felet a felperes jogának elismerésére bírja. Ugyanis: ha a perfelvételi stádiumban az egyik fél tagadott, ellenfele megkínálhatta esküvel. A megkínált fél köteles volt az esküt vagy elfogadni s nyomban letenni, vagy visszakínálni. A megkínált is nyomban tartozott nyilatkozni s akár elfogadta, akár ő is visszakínálta, a per ezzel el volt döntve; lett légyen az akár tény-, akár pedig jogkérdés. Az eskü tehát nem volt bizonyítási eszköz, hanem egyezség, mely a beismerésre kényszerít; nem bizonyított az, hanem kötelezett. Az eskü hamis volta címén nem volt helye perújításnak. Az in judicio eskü, a folytatott perben, melyben a prétor utasítása nyomán, szóbeli eljárás mellett s a bizonyítékok szabad mérlegelésével esküdtszék (judex) hozta meg az ítéletet, fordult elő, mely azonban egész más természetű volt, mint a prétor előtti (in jure) eskü. Ha ugyanis az esküdtek nem láttak valamely tényt eléggé bebizonyítottnak - a végítélet előtt - külön ítélettel még eskü letételére kötelezték az egyik felet; s hogy ki tegyen esküt, ezt a felek akaratától teljesen függetlenül, az esküdtszék határozta meg. Szabadon mérlegelve a letétel vagy le nem tétel bizonyító erejét is, sőt az esküvel megerősített ténykörülményt valónak elfogadni s végítéletet arra alapítani nem volt köteles. Volt még egy sajátszerű eskü-képlet is, az in judicio eljárás keretében, az ún. «jusjurandum in litem» egy neme a becslő-eskünek. A bíró akkor ítélte meg, ha az igénylőnek igénye az ellenfél részéről származott dolus vagy contumacia eredménye.
A középkor peres eljárása azonban a régi Róma eljárásától nagyban különbözött, melynek keretében a római in judicio (bizonyítási) esküt már nem lehetett használni és pedig egyrészt azért nem, mert a szóbeli tárgyalást az írásbeliség váltotta fel, mely eljárásnál a bíró a feleket nem is látta; másrészt és főleg azért nem, mert az egyház feltétlenül megkívánta, hogy amire valaki a perben megesküdött, annak szentnek kellett lenni, ember azon magát túl nem teheti; nem lehetett tehát használatban hagyni az olyan esküt, amelynek bizonyító erejét a bíróság szabadon mérlegelhette. Az eskü e szentségének elvül felállítása következtében tehát a középkorban csak az in jure eskü - a kínálható és visszakínálható - jöhetett alkalmazásba s az eskü feladata lett a ténykörülményt bizonyítani, midőn ez más módon nem lehetséges. A perbeli eskünek a következő megkülönböztetései említendők: Az érzéki tudat szerinti eskü (juramentum veritatis). Ez pervesztesség terhe alatt oly ténykörülményekre volt kínálható vagy visszakínálható, melyek vagy saját tények, vagy róluk a fél érzéki tudomással bírt. A nem érzéki tudat szerinti eskü (juramentum ignorantiae), midőn a vitás tényről a félnek (bár őt jogilag érdekli) nincs érzéki tudomása. P.: «esküszöm, hogy nincs közvetlen érzéki tudomásom arról, hogy felperes néhai atyámnak 100 forintot adott» (se ignorare quod defunctus pecuniam mutuam acceperit). A meggyőződés vagy hit szerinti eskü (juramentum credulitatis). Abban különbözik az előbbenitől, hogy a fél esküt tehet arra, hogy nemcsak hogy nem bír érzéki tudattal a vitás tényről, hanem hogy egyéb meggyőződése szerint is, a vitás tény nem való. A kánonjog a juramentum credulitatisnak csak lassanként adott helyet. Megalapítói a középkori olasz jogászok s ezektől átment Francia- és Németországba. Itt első nyoma a «Sachsenspiegel» szerint a szász gyakorlatban található fel «Der Eyd des Glaubens, so nennt man juramentum credulitatis, als ob Jemand ein Ding glaub' oder nicht glaub', kann wohl gescheen». E szerint felperes köteles alperest «schwören zu lassen, dass er um die Schuld nicht wisslich sei»... «denn dass sie (alperesek) gentzlich glauben, der verstorbene sei dem Kläger nichts schuldig gewest und dass ihnen von nichts wissentlich sei». A meggyőződés szerinti eskü manap - lehet mondani - már Európaszerte el van fogadva. Hazánkban a törvény szerint ez az eskü helyt nem foghat. Az eskünek (lelkiismeretnek) helyettesítése (Probatio pro exoneranda conscientia). Magának a kínált eskünek más utón s módon való bizonyíthatásában áll. Az eskü szövege ellen felhozott kifogást önállóan kell bizonyítani s ha a kifogás igaznak bizonyul, a kínált főeskü önmagától megdől. Ered Német-, illetve Szászországból. Hazánkban nem volt érvényben.

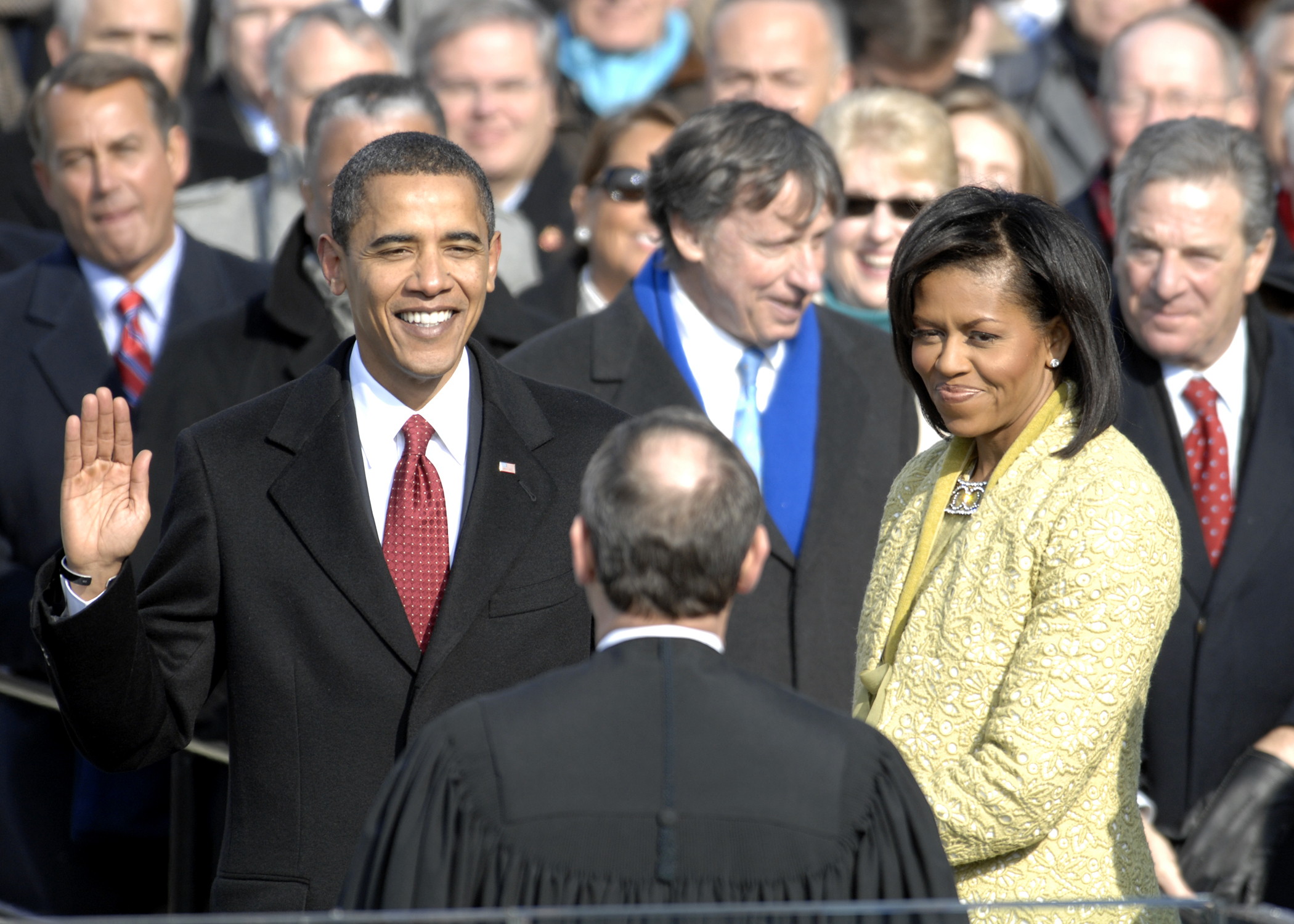
Barack Obama szenátor első hivatali eskütétele az Amerikai Egyesült Államok elnöki tisztségére 2009. január 20-án

Az eskü, mint bizonyítási eszköz, hazánkban már a legrégibb adatok szerint is, tanúvallomások szerint ítéltetett meg a bíró által, aki ezt a végleges bizonyítást aszerint alkalmazta, hogy a mindkét fél által nyújtott tanúbizonyítéknál nem magát a vallomás minőségét, hanem csupán a tanúk számát és ezek minőségét vetette mérlegbe. Az bocsáttatott esküre, aki több vagy hitelt érdemlőbb, jobb és elfogadhatóbb tanút állított. Az Árpád-kori eskünél tehát az előzetesen kivett tanúvallomásoknak a kihallgatást követően esküvel történt megerősítése volt az alap. Az határozott tehát, mennyi a tanúk száma, akik megesküdtek, s melyik félnek van több előkelő tanúja. Az esküről, mint bizonyítási eszközről László és Kálmán királyok törvényeiben van már szó. A hitletétel által erősített tanúbizonyítás gyakorlatban létét elsőben egy 1184. évi hazai oklevélben találjuk föl. Néha a felek választott bírák előtt állapodtak meg abban, hogy melyik tegyen esküt, s a rendes bíró ehhez képest ítéletileg határozott; az eskütételnél a választott bírák egyikének is jelen kellvén lennie. Máskor ismét a felek akaratához képest bajvívás rendeltetett el s annak kimenetelétől tétetett függővé az, hogy a perdöntő esküt melyik fél tegye le. Az Árpád-kori perdöntő eskünek alapjául szolgált inkább formai tanúbizonyítás, a vegyesházbeli királyok alatt megszűnt, s helyébe az ún. inquizició-bizonyítás alapján leteendő eskü lépett. Itt, nem a kihallgatott tanúk most már előzően letett esküje az, mely az inquiziciónál a bizonyítást szolgáltatja, hanem maga a vallomás dönt, az előzetes bizonyítás a felperesnek lévén kötelessége, míg a végbizonyítás az alperes jogát képezte. E bizonyítás a vétségi természetű perek- (hatalmaskodások-) és bűnperekben alkalmaztatott, az alperes és a vádlott már a puszta kereset ellenében is tartozott magát tisztázni és pedig vagy bajvívás, vagy eskü által; ez az ún. tisztító-eskü (juramentum purgationis) volt. Ennek letételét az inquizició előzte meg. Ha ennek eredménye inkább az alperesnek kedvezett, vagy ha a felajánlott közös inquiziciót a felperes el nem fogadta, alperes akkor könnyebb feltételek mellett esküre bocsáttatott. Ellenben, ha felperes maga ajánlván fel inquiziciót, azt alperes utasította vissza, a tisztító eskü súlyos feltételekhez köttetett; sőt ha a megyebeli nemesség egyetemétől kivett inquizició az ún. proclamata congregatio nem volt kedvező az alperes és a felperes javára vallottak a tanúk, vagy ha a közös inquizició a felperes mellett bizonyított, az eskü letevésének joga a felperesre is szállhatott. A felperes ezen esküje a főeskünek neveztetett, mert alperes fejére esküdött (jurare ad caput in causam attracti). Ezt a főesküt alperes a felperesnek már a tárgyalás kezdetén felajánlhatta, s ha felperes ezt el nem fogadta, ugy alperes egyszerű tisztító-esküt téve, menekült.
Használatos volt még a földre való eskü (juramentum super terram), melyet a félnek eskütársaival együtt, öv nélkül és sarutlan lábakkal állva, a vitás földtérre vagy határra és földet fejük fölé emelve, kellett együttesen elmondani. Tulajdon- vagy örökjogi s főleg határperekben volt helye. Adóssági perekben is alkalmaztatott az eskü, és pedig ha felperes okirattal vagy ügyleti tanúkkal nem volt képes bizonyítani, akkor alperes tagadó esküt tett és mentesült; ha pedig alperes elismerte az adósságot és csak az összeg maradt vitás, úgy ezt a felperes állapíttatta meg esküjével. Kártérítési perekben épp ily módon alkalmaztatott az eskü mint bizonyítási eszköz.
Mindezen esküknek súlya, értéke azonban az eskütársaktól függött. A megítélt esküt mindig a kitűzött helyen és határidőben kellett letenni, s az eskü minőségéhez képest más-más helyen és eltérő módon, valamint különböző formaságok mellett. Leginkább valamely hiteles hely kiküldöttje előtt, templomban vagy kápolnában, az oltárhoz lépve és azt, vagy annak ereklyéjét érintve, kellett esküdni. Az illető hiteles hely azután az eskü szabályszerű letételéről tudósító levelet állított ki, melyet a fél a bíróságnak felmutatott. Erre tárgyalás tüzetvén ki, az ellenfél is megjelenvén, kifogásait még megtehette, s ha e kifogások elvettettek, az ügyben meghozatott a végítélet. Így volt ez Verbőczy koráig. Verbőczy «Hármaskönyvében» az eskü és letételének módozatai a II. rész 27-40. cikkei alatt tárgyaltatnak. A 19. század végén az 1868. évi LIV. törvénycikk 221-244., s illetve az 1881. évi LIX. törvénycikk 21. és 22. §-ai és az 1893. évi XVIII. törvénycikk 100. §-ában van az eskü, mint bizonyítási eszköz szabályozva.

## Foglalkozásokhoz illetve hivatásokhoz kapcsolódó eskük
Az eskü nem jogi fogalom, ám az Alkotmánybíróság szerint a rendőrök, katonák, kormánytisztviselők esetében ez az állam iránti lojalitás kinyilvánítása miatt fontos lehet. Sok olyan foglalkozás van, ahol esküt kell tenni.
Az eskü lelkiismereti kérdést is felvet, ugyanis esküdni igazán csak Istenre lehet. Aki nem Istenre esküszik, az legfeljebb fogadalmat tesz.[forrás?] Az eskünek nevezett legtöbb ilyen szövegnek két verziója van: a hívők számára az „Isten engem úgy segéljen" szövegrészt tartalmazó változat, mellett a többiek számára egy mondattal rövidebb a szöveg.